# Game Boy Advance
Game Boy Advance (яп. ゲームボーイアドバンス Гэ:му Бо:й Адобансу, сокращённо GBA) — 32-разрядная портативная игровая система компании Nintendo. Является «наследницей» Game Boy Color. Она была выпущена 21 марта 2001 года в Японии, 11 июня 2001 года в Северной Америке, 22 июня 2001 года в регионе PAL, и 8 июня 2004 года в материковом Китае под названием iQue Game Boy Advance. В России официальным дистрибьютором Game Boy Advance выступила компания Новый Диск. GBA относится к шестому поколению игровых систем. Оригинальная модель не имеет подсветки экрана; Nintendo решила эту проблему, выпустив в 2003 году обновлённую модель с экраном с фронтальной подсветкой, Game Boy Advance SP. В 2005 году была выпущена более новая модификация с экраном с задней подсветкой. Примерно в это же время, в сентябре 2005 года, была выпущена последняя модификация — Game Boy Micro.

## История
В отличие от предыдущих моделей Game Boy, которые имели разработанный Гумпэем Ёкоем «портретный» форм-фактор, Game Boy Advance была разработана в «ландшафтном» форм-факторе, при котором кнопки расположены по бокам устройства, а не под экраном. Внешний вид Game Boy Advance был разработан французским дизайнером Гвенаэлем Николя и его токийской дизайн-студией Curiosity Inc.
Game Boy Advance был впервые показан на выставке Spaceworld в Токио 24 августа 2000 года. В Японии консоль Game Boy Advance поступила в продажу 21 марта 2001 года по цене 9800 иен (около 100 долл.); в США продажи начались позже. Приставка сохранила совместимость с Game Boy и Game Boy Color. Для приставки существуют как 2D так и 3D-игры (например, Need For Speed, Serious Sam Advance и др.)
В 2003 году Nintendo выпустила Game Boy Advance SP — более компактный вариант в форм-факторе раскладушки, с подсветкой и аккумулятором для подзарядки. Game Boy Advance SP имел несколько лимитированных изданий (Famicom edition, Mario Limited Edition Pak, Zelda Pak, Final Fantasy Tactics edition, и др.)
В 2005 году появилась Game Boy Micro — ещё одна компактная версия Game Boy Advance.
В 2004 году наступил спад продаж этой консоли, потому что Nintendo выпустила новую игровую консоль — Nintendo DS, и в конечном счёте поддержка прекратилась в 2006 году, однако поддержка в США и Европе продолжалась до 2008 года.

## Технические характеристики
- Процессор: 32-разрядный arm7tdmi на частоте 16,78 МГц; сопроцессор Sharp LR35902 на частоте 8,4 или 4,2 МГц для обратной поддержки Game Boy и Game Boy Color.
- ОЗУ: 32 Кбайт, 256 Кбайт внешней оперативной памяти
- ВидеоОЗУ: 96 Кбайт
- Накопители: картриджи 4-32 Мбайт.
- Экран: TFT, 240×160 пикселей, 32 768 цветов, диагональ 74 мм (2.9 дюйма).
- Звук: Такой же, как у Game Boy, но с 8-битным стерео-ЦАП.
- Элементы управления: крестовина (+), шифты L и R, кнопки A и B, SELECT, START.
- Дополнительно: Плавный регулятор громкости, выход на наушники (разъём Mini-jack 3,5 мм). Работает с картриджами от Game Boy и Game Boy Color. Последовательный порт. Имеет возможность соединения до 4 приставок в одну сеть. Работает от 2-х пальчиковых батареек типа AA (3 вольта).
- Существовала также очень редкая модель с ТВ-выходом и неотключаемой подсветкой в классическом корпусе

## Эмуляция
В настоящее время в игры для GBA можно играть, используя эмуляторы:
- HIGAN 101
- Delta — эмулятор для iOS
- NO$GBA — эмулятор и отладчик для Windows. Имеет возможность эмулировать e-Reader
- VisualBoyAdvance — эмулятор консолей серии Gameboy
- gambatte
- GBA4iOS — эмулятор для iOS
- gpSP — Symbian ^1 (9.4) — Symbian ³/Anna/Belle
- gpSP mod — эмулятор для PSP
- VBA8, VBA10 — windows phone 8, 8.1, windows 10 mobile
- mGBA[7] — открытый и свободный (open-source) homebrew-эмулятор для множества платформ, включая современные PS Vita и Nintendo Swtich
- MyBoy — эмулятор для Android